# Nottingham Cottage
Nottingham Cottage (apodado Nott Cott) es una casa situada en los terrenos del Palacio de Kensington en Londres, Reino Unido. Es una casa de gracia y favor, y como tal, han vivido allí miembros de la familia real británica y empleados.

## Diseño y ubicación
Nottingham Cottage tiene dos dormitorios y dos salas de recepción, con un baño y un pequeño jardín. Tiene una superficie de 123 m². Se encuentra cerca de otras dos casas de gracia y favor, Kent Cottage y Wren Cottage.
La casa fue diseñada por Christopher Wren. Su nombre procede de Nottingham House, la residencia del conde de Nottingham a partir de la cual Guillermo III y María II construyeron el Palacio de Kensington.

## Ocupantes
En Nottingham Cottage han residido varias personas que habían sido empleados de la familia real británica. Tras su jubilación en 1948, la casa fue concedida de por vida a Marion Crawford, la antigua institutriz de las princesas Isabel y Margarita. En agradecimiento por los servicios de Crawford, la reina María, la abuela de las princesas, decoró la casa con muebles victorianos y grabados de flores para ella. Crawford describió la casa como un «sueño de ladrillo rojo con rosas alrededor de la puerta». Sin embargo, Crawford dejó la vivienda en 1950 después de que vendiera informaciones sobre la familia real a periódicos. Su salida de la casa fue hecha pública por John Gordon, el editor y columnista jefe de The Sunday Express, en un intento de presionarla para que le proporcionara más informaciones y artículos.
Antes de Crawford, Nottingham Cottage había sido la residencia del príncipe Enrique y de su esposa, la princesa Alicia. Posteriormente, fue ocupada por Sir Miles Hunt-Davis (el secretario privado del duque de Edimburgo) y su esposa Anita, y por Robert Fellowes (que fue el secretario privado de la reina Isabel II) y su esposa Jane Fellowes, hermana de Diana de Gales.
El príncipe Guillermo y su esposa Catalina vivieron en Nottingham Cottage durante dos años y medio después de dejar Anglesey, donde Guillermo había servido como piloto de helicópteros. La pareja vivió allí con su hijo Jorge durante unos meses después de su nacimiento, antes de trasladarse en octubre de 2013 al apartamento 1A del Palacio de Kensington. Los techos de la casa son muy bajos, y Guillermo tenía que agacharse para evitar golpear su cabeza contra ellos.
El príncipe Enrique, el hermano pequeño del príncipe Guillermo, se trasladó a la casa tras la marcha de su hermano. Enrique le pidió matrimonio a Meghan Markle mientras asaban un pollo en la casa. Tras su boda en mayo de 2018, la pareja siguió viviendo en la casa. En noviembre de 2018, se anunció que el matrimonio se trasladaría del Nottingham Cottage al Frogmore Cottage (situado cerca de Windsor) en la primavera de 2019, antes del nacimiento de su primer hijo.